# لبنانی‌ها در ایران
ایرانیان لبنانی‌تبار به معنی ایرانیان دارای ریشه لبنانی است یا به لبنانی‌هایی اشاره دارد که در ایران زندگی می‌کنند. لبنانی‌ها در شهرها و مناطق مختلف ایران زندگی می‌کنند اما از دیرباز، شهر مذهبی قم و مشهد محل سکونت اصلی آن‌ها در ایران بوده است.
لبنانی‌ها در دوره صفویه به‌طور پیوسته به ایران مهاجرت می‌کردند.

## تاریخچه
معروف است که لبنانی‌ها از زمان صفویان (۱۷۳۶–۱۵۰۱) به ایران معاصر مهاجرت کرده‌اند. نورالدین کرکی عاملی معروف به محقق کرکی، دانشمند شیعه لبنانی، در ایجاد رابطه بین حاکمان سکولار در دربار صفوی و روحانیون شیعه نقش محوری ایفا کرد. علاوه بر این، کرکی در زمان سلطنت دو پادشاه اول صفوی، شاه اسماعیل یکم و شاه تهماسب یکم، نقش اساسی در مهاجرت علمای شیعه لبنان از جبل عامل (سوریه عثمانی آن زمان) به ایران صفوی داشت. در آغاز دوره ایران صفویه در راستای تغییر مذهب ایرانیان از سنی به شیعه، شیعیان دوازده امامی از جبل لبنان به ایران آورده می‌شدند.

## ایرانیان لبنانی‌تبار معروف
- نورالدین کرکی عاملی
- شیخ حر عاملی
- شیخ بهایی
- سید موسی صدر